# Нова Некрасивка
Нова Некрасивка (на украински: Нова Некрасівка) е село в южна Украйна, административен център на селски съвет Нова Некрасивка в Измаилски район на Одеска област. Населението му според преброяването през 2001 г. е 3050 души.

## Население

### Езици
Численост и дял на населението по роден език, според преброяването на населението през 2001 г.:
| Роден език | Численост | Дял (в %) |
| Общо       | 2051      | 100.00    |
| Руски      | 1951      | 95.12     |
| Украински  | 87        | 4.24      |
| Молдовски  | 12        | 0.58      |
| Български  | 1         | 0.04      |